# بيتر بولر
بيتر بولر (بالإنجليزية: Peter Bowler)‏ هو لغوي أسترالي، ولد في 25 مايو 1934 في دوبو في أستراليا.